# 로버트 B. 윌슨
로버트 버틀러 윌슨 주니어(Robert Butler Wilson, Jr., 1937년 5월 16일 ~ )는 미국의 경제학자이자 스탠퍼드 대학교의 경영학 교수이다. 경매 이론의 개선과 새 경매 형식의 발명에 대한 공로로 2020년에 스탠퍼드의 동료이자 전 학생인 폴 R. 밀그럼과 함께 노벨 경제학상을 공동으로 수상했다.
윌슨은 운용과학과 비즈니스경제학에 기여한 것으로 알려져 있다. 그의 비선형 가격 결정에 대한 연구는 대형 기업들, 특히 에너지 산업, 전기 부문의 여러 정책에 영향을 주었다.